# Ali Chani
Ali Chani (pers. علی خانی) – irański zapaśnik w stylu wolnym. Zdobył złoty medal w mistrzostwach Azji w 1983 roku.